# راسيل كيرش
راسيل كيرش (بالإنجليزية: Russell A. Kirsch) هو عالم حاسوب ومهندس أمريكي، ولد في 1929 في بورتلاند في الولايات المتحدة.